# Distrikt Catacaos
Der Distrikt Catacaos liegt in der Provinz Piura der Region Piura in Nordwest-Peru. Der Distrikt hat eine Fläche von 2531 km². Beim Zensus 2017 lebten 75.870 Einwohner im Distrikt. Im Jahr 1993 lag die Einwohnerzahl bei 54.117, im Jahr 2007 bei 66.308. Verwaltungssitz ist die am Ostufer des Río Piura gelegene Stadt Catacaos. Die Stadt liegt 9,5 km südwestlich vom Stadtzentrum von Piura. Im Osten des Distrikts herrscht Wüstenlandschaft.

## Geographische Lage
Der Distrikt Catacaos erstreckt sich quer durch die Provinz Piura. Er beinhaltet den südlichen Teil der Metropolregion Piura. Im Westen grenzt der Distrikt an den Distrikt Miguel Checa (Provinz Sullana), im Norden an die Distrikte Veintiséis de Octubre, Piura und Castilla. Im Osten grenzt der Distrikt an die Distrikte Chulucanas und La Matanza (beide in der Provinz Morropón), im Südosten an den Distrikt Olmos (Provinz Lambayeque), im Süden an die Distrikte Sechura und Cristo Nos Valga (beide in der Provinz Sechura) sowie El Tallán, Cura Mori und La Arena.